# Chuniophoenix
Chuniophoenix là một chi thực vật có hoa thuộc họ Arecaceae. 

## Các loài
Chi này có các loài sau:
- Chuniophoenix hainanensis